# USS LST-782
O USS LST-782 foi um navio de guerra norte-americano da classe LST que operou durante a Segunda Guerra Mundial.